# Solarkamera
Die Solarkamera (englisch: solar camera) ist ein dem Sonnenmikroskop (solar microscope) oder der Laterna magica ähnliches Instrument, welches einen nach zwei Richtungen hin beweglichen Spiegel enthält, der die Sonnenstrahlen auf eine plankonvexe große Linse wirft. Diese konzentriert die Strahlen auf das Negativ und beleuchtet es blendend hell.
Das Negativ steht nahe dem Brennpunkt einer Porträtlinse, die genau in derselben Weise wie die Linse einer Laterna magica ein vergrößertes Bild von dem Negativ entwirft. Der Spiegel wird, um dem Lauf der Sonne folgen zu können, durch einen Heliostaten oder durch Drehung mit der Hand bewegt.
Man stellt den Spiegel vor dem Fenster eines verfinsterten Zimmers auf, lässt die Lichtstrahlen in den im Zimmer befindlichen Apparat fallen, stellt das Bild auf einem Rahmen scharf ein und spannt alsdann lichtempfindliches Papier an Stelle des Bildes auf. Auf diesem erscheint alsdann das Bild durch Wirkung der Sonnenstrahlen.
Die Vollendung des Bildes geschieht wie beim gewöhnlichen Kopierprozess. Statt des Sonnenlichts wird auch elektrisches Licht, Magnesiumlicht und Petroleumlicht mit Erfolg angewendet.
Erfinder von Solarkameras sind unter anderem David Acheson Woodward und Hof-Photograph Jacob Wothly.